# John E. Massey

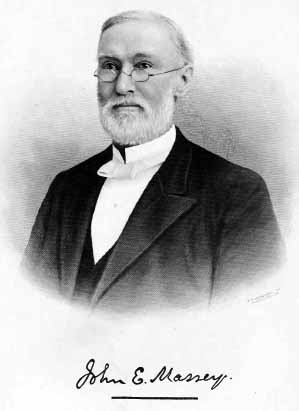
John E. Massey

John Edward „Parson“ Massey (* 2. April 1819 im Spotsylvania County, Virginia; † 24. April 1901 in Charlottesville, Virginia) war ein US-amerikanischer Politiker. Zwischen 1886 und 1890 war er Vizegouverneur des Bundesstaates Virginia.

## Werdegang
John Massey absolvierte das Richmond Seminary, aus dem später die University of Richmond entstand. Kurz nach seinem Abschluss an dieser Schule wurde er im Jahr 1845 Geistlicher der Baptistenkirche. In den folgenden Jahren predigte er für diese Kirche im Loudoun  und im Albemarle County. Ab 1878 war er politisch aktiv. Damals war er an der Gründung der kurzlebigen Readjuster Party beteiligt. Vier Jahre lang war er einer von deren Parteichefs. Dann überwarf er sich mit anderen Politikern dieser Partei und wechselte zu den Demokraten.  Im Jahr 1882 bewarb er sich als unabhängiger Kandidat erfolglos um einen Sitz im Repräsentantenhaus der Vereinigten Staaten. Er saß für zwei Legislaturperioden im Abgeordnetenhaus von Virginia. Außerdem gehörte er für eine Amtszeit dem Staatssenat an. Die entsprechenden Daten sind nicht überliefert.
1885 wurde Massey an der Seite von Fitzhugh Lee zum Vizegouverneur von Virginia gewählt. Dieses Amt bekleidete er zwischen 1886 und 1890. Dabei war er Stellvertreter des Gouverneurs und Vorsitzender des Staatssenats. Im Jahr 1890 wurde er Bildungsminister seines Staates. 1892 geriet er unter Korruptionsverdacht. Man warf ihm die Veruntreuung von Geldern vor. Damit war seine aktive politische Laufbahn beendet. Ob er in irgendeiner Form verurteilt wurde, ist nicht überliefert. Massey zog sich auf seinen Landsitz Ash Lands im Albemarle County zurück, auf dem einst auch Präsident James Monroe gelebt hatte. Er starb am 24. April 1901 in Charlottesville.